# Tarzán de los monos (película de 1918)
Tarzán de los monos (inglés: Tarzan of the Apes) es una película muda en blanco y negro de 1918, dirigida por Scott Sidney y protagonizada por Elmo Lincoln. Fue la primera película basada en la novela Tarzán de los monos de Edgar Rice Burroughs. La película sólo es una adaptación de la primera parte de la novela, dejando el resto como base para su secuela, El romance de Tarzán.

## Trama
Lord Greystoke (True Boardman) es enviado por el gobierno de Inglaterra a África, para terminar con el tráfico de esclavos llevado a cabo por árabes. Greystoke es acompañado por su esposa Alice (Kathleen Kirkham). Sin embargo, el barco donde viajan es víctima de un motín. La pareja logra escapar con vida del incidente gracias a un marinero llamado Binns (George B. French), pero son dejados indefensos en la costa del continente africano. Binns, en cambio, es capturado por un grupo de árabes traficantes de esclavos. Con el pasar del tiempo, Alice tiene un hijo, pero muere junto a su esposo meses después. El bebé es adoptado por dos simios, Kala y Kerchak, que había sufrido la muerte de su propio hijo.
El niño es apodado Tarzán (Gordon Griffith), y crece creyendo que es un simio como el resto de su familia adoptiva. Un día, mientras estaba en un arroyo, Tarzán ve su reflejo en el agua y comienza a pensar en las diferencias físicas que tiene con los simios. Binns, por su parte, logra escapar de los árabes tras diez años cautivo, y se dirige hacia la zona donde fueron dejados los Greystoke. Al llegar a la cabaña de la pareja descubre que están muertos, pero encuentra a Tarzán y lo convence de volver a Europa. Mientras caminan por la jungla son atacados por los árabes que habían capturado al marinero y se separan. Binns logra llegar a su país y cuenta lo sucedido.
Años después, un grupo de expedición decide ir a la jungla para investigar la historia de Binns. Tarzán (Elmo Lincoln), ya adulto, descubre al grupo y se enamora de Jane (Enid Markey), hija del Profesor Porter (Thomas Jefferson). Tras ser rescatada por Tarzán del ataque de un león, Jane es secuestrada por un nativo africano. Tarzán vuelve a rescatarla, pero mientras los expedicionarios están en su búsqueda, los nativos creen que van a atacarlos. Para detener el enfrentamiento, Tarzán incendia de una de las casas en la aldea de los nativos, salvando a los expedicionarios. Finalmente, Tarzán y Jane se enamoran.

## Reparto
- Elmo Lincoln ... Tarzán
- Enid Markey ... Jane Porter
- True Boardman ... John Clayton, Lord Greystoke
- Kathleen Kirkham ... Alice Clayton, Lady Greystoke
- George B. French ... Binns
- Gordon Griffith ... Tarzán (joven)
- Colin Kenny ... William Cecil Clayton
- Thomas Jefferson ... Profesor Porter
- Bessie Toner ... Mesera
- Jack Wilson ... Capitán del Fuwalda
- Louis Morrison ... Posadero

## Producción
La película fue filmada en 1917 en Morgan City (Luisiana), utilizando sus pantanos en representación de las selvas de África. Los productores habían pensado en filmar en Florida, pero descartaron la idea. Las razones para escoger Morgan City fueron sus pantanos que se asemejaban a la selva africana, la gran cantidad de habitantes afroamericanos que podían participar como extras, y su sistema ferroviario que permitía trasladar los implementos necesarios para el rodaje.
La primera persona en ser contactada para interpretar el rol de Tarzán fue el actor de vodevil Winslow Winston, pero viajó a participar en la I Guerra Mundial antes que el rodaje comenzara. La producción de la cinta comenzó con el actor Stellan Windrow en el papel de Tarzán, pero renunció al trabajo para enlistarse en el ejército. Algunas de las escenas de Windrow balanceándose en las lianas fueron incluidas en la versión final de la película. El papel principal fue finalmente otorgado a Elmo Lincoln. El doble de acrobacias de Lincoln fue Frank Merrill, quien posteriormente interpretó a Tarzán en dos filmes.
Según Al Bohl, director del documental Tarzan: Lord of the Louisiana Jungle, la producción de la película llevó simios y monos vivos a los pantanos donde se realizó el rodaje, para darle más realismo. Una vez terminada la producción, no pudieron lograr que los animales regresaran a sus jaulas, por lo que los dejaron viviendo allí.